# Miss Jamaica
Miss Jamaica é um concurso de beleza realizado anualmente na pequena nação caribenha da Jamaica, que visa escolher a melhor e mais completa candidata para que esta dispute o título mais cobiçado do mundo, o Miss Universo. O concurso é popular no país e reúne diversas candidatas de diversas partes da ilha. A coordenação do evento fica por conta dos franqueados oficiais do Miss Universe Organization na região, Karl e Mark Uzuri. O mais perto que o país chegou do título universal foi em 2010 com a jamaicana Yendi Phillips, ao ficar em 2º. Lugar.

## Vencedoras

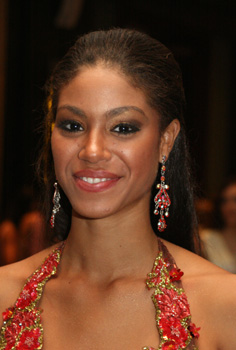
Yendi Phillips, Miss Jamaica e Vice-Miss Universo 2010.

| Ano  | Vitoriosa                   | Paróquia        | Colocação              |
| 1961 | Marguerite LeWars           | Kingston        |                        |
| 1963 | June Maxime Bowman          | Kingston        |                        |
| 1964 | Beverly Elaine Rerrie       | Saint Ann       |                        |
| 1965 | Virginia Hope Redpath       | Kingston        |                        |
| 1966 | Beverly Savory              | Kingston        |                        |
| 1968 | Marjorie Bromfield          | Kingston        |                        |
| 1969 | Carol Gerrow                | Kingston        |                        |
| 1970 | Sheila Lorna Neil           | Saint Elizabeth |                        |
| 1971 | Suzette Marilyn Wright      | Kingston        |                        |
| 1972 | Grace Marilyn Wright        | Kingston        |                        |
| 1973 | Rita Faye Chambers          | Kingston        |                        |
| 1974 | Lennox Anne Black           | Manchester      |                        |
| 1975 | Gillian Louise Annette King | Kingston        |                        |
| 1986 | Liliana Antoinette Cisneros | Kingston        |                        |
| 1987 | Janice Marjorie Sewell      | Kingston        |                        |
| 1988 | Leota Suah                  | Kingston        |                        |
| 1989 | Sandra Foster               | Saint Andrew    | Semifinalista (Top 10) |
| 1990 | Michele Hall                | Kingston        |                        |
| 1991 | Kimberley Mais              | Kingston        | Finalista (Top 06)     |
| 1992 | Bridgette Rhoden            | Kingston        |                        |
| 1993 | Rachel Stuart               | Kingston        |                        |
| 1994 | Angelie Martin              | Saint James     |                        |
| 1995 | Justine Willoughby          | Kingston        |                        |
| 1996 | Trudiann Ferguson           | Kingston        |                        |
| 1997 | Nadine Julian Thomas        | Saint Catherine |                        |
| 1998 | Shani McGraham              | Kingston        |                        |
| 1999 | Nicole Shereen Haughton     | Kingston        | Semifinalista (Top 10) |
| 2000 | Saphire Inderea Longmore    | Saint Elizabeth |                        |
| 2001 | Zahra Burton                | Kingston        |                        |
| 2002 | Sanya Hughes                | Kingston        |                        |
| 2003 | Michelle Lecky              | Saint James     |                        |
| 2004 | Christine Straw             | Kingston        | Semifinalista (Top 10) |
| 2005 | Raquel Wright               | Kingston        |                        |
| 2006 | Cindy Wright                | Kingston        |                        |
| 2007 | Zahra Redwood               | Kingston        |                        |
| 2008 | April Jackson               | Kingston        |                        |
| 2009 | Carolyn Yapp                | Saint James     |                        |
| 2010 | Yendi Amira Phillips        | Kingston        | 2º. Lugar              |
| 2011 | Shakira Martin              | Kingston        |                        |
| 2012 | Chantal Zaky                | Portland        |                        |
| 2013 | Kerrie Baylis               | Kingston        |                        |
| 2014 | Kaci Fennell                | Kingston        | 5º. Lugar              |
| 2015 | Sharlene Rädlein            | Kingston        |                        |
| 2016 | Isabel Dalley               | Kingston        |                        |
| 2017 | Davina Bennett              | Clarendon       | 3º. Lugar              |
| 2018 | Emily Maddison              | Kingston        | Semifinalista (Top 20) |
| 2019 | Iana Tickle Garcia          | Montego Bay     |                        |

### Observações
- Em 1962, 1967 e entre os anos de 1976-1985 o país não participou do evento por razões desconhecidas.